# Epalpus albomaculatus
Epalpus albomaculatus là một loài ruồi trong họ Tachinidae.